# ترسا لیپووسکا
تِـرِسا لیپووسکا (لهستانی: Teresa Lipowska؛ زادهٔ ۱۴ ژوئیهٔ ۱۹۳۷) بازیگر اهل لهستان است.
از فیلم‌ها یا مجموعه‌های تلویزیونی که وی در آن‌ها نقش داشته‌است، می‌توان به سرنوشت‌های لهستانی، سارا، سال‌های شیرین، ترانه عاشقانه‌ای برای یانوشِک، اجاره‌نشین‌ها، حوزه استحفاظی ۱۳،  «سارا» (۱۹۹۷) و «کلوچنیک» (۱۹۷۹) و ع چون عشق اشاره نمود.